# مجرم‌یاب
مجرم‌یاب با نام اصلی رَدّ پرش یا اثر پرش (به انگلیسی: Skiptrace) یک فیلم هنگ کنگ-چینی-آمریکایی اکشن و کمدی محصول سال ۲۰۱۶ به کارگردانی رنی هارلین، بر پایهٔ داستانی از جکی چان می‌باشد. از ستاره‌های فیلم می‌توان به جکی چان، جانی ناکسویل و فن بینگ‌بینگ  اشاره کرد.

## داستان
یک کارآگاه هنگ کنگی و یک قمار باز آمریکایی دست به دست هم میدهند تا علیه یک جنایتکار بدنام چینی مبارزه کنند و...